# Ben-Zion Orgad
Ben-Zion Orgad, oorspronkelijke naam Ben-Zion Büschel, (Gelsenkirchen, Duitsland, 21 augustus 1926 - Tel Aviv, 28 april 2006) was een Israëlisch componist en violist van Duitse afkomst.

## Levensloop
Hij groeide op in Essen, dat in verschillende bronnen als geboortestad is vermeld. In 1933 emigreerde hij naar het toenmalige Mandaatgebied Palestina. Daar studeerde hij viool, muziektheorie en compositieleer. Hij was er onder andere een leerling van de bekende componist Solomon Rosowsky, Paul Ben-Haim, maar ook van Rudolf Bergman en Josef Tal. In 1947 voltooide hij zijn opleiding aan de Jerusalem Academy of Music and Dance te Jeruzalem. In 1952 won hij de Serge Koussevitzky-Prijs van de UNESCO. Dat maakte het hem mogelijk in de Verenigde Staten bij Aaron Copland aan het Berkshire Music Center in Tanglewood (1949, 1952 en 1961) en bij Irving Fine aan de Brandeis-universiteit in Waltham (Massachusetts) (1960 tot 1962) te studeren. Aan het laatstgenoemde universiteit behaalde hij zijn Master of Fine Arts in 1961.
Orgads werk kan worden gekenschetst als een mix van Joodse traditie, Hebreeuwse taal en Israëlische cultuur. Een groot deel van zijn composities zijn gebaseerd op de Tenach.
Naast zijn werkzaamheden als componist was hij inspecteur (1956 tot 1974) en later chef-inspecteur (1975-1988) voor muziek in het Israëlisch ministerie voor opleiding en cultuur.
In totaal componeerde hij vierentachtig werken voor verschillende ensembles. Ze zijn ook allemaal door diverse dirigenten uitgevoerd waaronder beroemdheden als Gary Bertini en Leonard Bernstein. Toppers uit zijn werk zijn The Old Decrees, Hallel en Mizmorim.
Hij ontving vele onderscheidingen, waaronder de Joël-Engel-Prijs van de stad Tel Aviv in 1961 en de Israëlprijs in 1997. In 2001 won hij de eerste prijs tijdens de 10e Arthur Rubinstein International Piano Master Competitions met zijn Tone-Alleys.
Ben-Zion Orgad overleed na een lang ziekbed op de leeftijd van ruim negenenzeventig jaar.

## Werken

### Werken voor orkest
- 1949 rev.1964 Hatzvi Israel (The Beauty of Israel), symfonie voor bariton en orkest - tekst: Samuel
- 1957 Building a King's Stage, voor orkest
- 1960 rev.1988 Music, voor hoorn en kamerorkest
- 1961 Kaleidoscope, voor orkest
- 1965 Movements on A, voor orkest
- 1969 First Watch, voor strijkkwartet en strijkorkest (zonder contrabas)
- 1969 Melodic Dialogues on Three Scrolls, versie voor hobo en viool solo, slagwerk en strijkorkest
- 1971 Balade, voor orkest
- 1973 rev.1982 Second Watch, voor orkest
- 1975 Dialogues on the First Scroll, voor orkest
- 1978 Ashmoret shlishit (The Third Watch) voor orkest
- 1978 Hallel
- 1981 Hityaḥadut (Individuations no. 1), voor klarinet en kamerorkest
- 1993 Filigrees nr. 5, voor kamerorkest
- 1993 Filigrees nr. 6, voor strijkorkest
- 1994 Toccata in a Galilean Maqam, choreografisch toonschilderij voor groot orkest
- 1990 Hityaḥadut (Individuations no. 2): Concertante, voor viool, cello en kamerorkest
- 1998 Ad profundos, voor orkest
- 2000 Movements on A, (versie van het Israël Muziek Instituut) voor orkest
- 2002 Continuous Present, voor kamerorkest
- Like the Leaden Sky
- Song of Praise, voor orkest
- The Terezin Ghetto Remembered in Works by Israeli and Czech Composers

### Werken voor harmonieorkest of koperensemble
- 1987 Openings, voor 4 trompetten, 4 hoorns, 3 trombones, eufonium, tuba en buisklokken ad libitum
- 1995 Two Overtures, voor spreker, 3 hoorns, 3 trompetten, 3 trombones, tuba en slagwerk - tekst: van de componist
- Kaleidosphone nr.7, voor harmonieorkest
  1. Elul
  2. Sheva

### Muziektheater

#### Toneelmuziek
- 1953 Am grausamsten ist der König - tekst: N. Aloni - première: 1953, Tel Aviv, HaBimah Theater

### Vocale muziek

#### Cantates en geestelijke muziek
- 1948 rev.1996 Back to Suafir, voor zangstem, blaaskwintet, strijkkwintet en slagwerk - tekst: Haim Guri
- 1952 The Story of the Spies, Bijbelse cantate voor spreker, gemengd koor en kamerorkest - tekst: Deuteronomium, Jeremia
- 1959 Maskil, voor alt en orkest - tekst: Tenach, Psalm 42
- 1966-1968 Mizmorim (Psalms), cantate
- 1968 Songs of an Early Morning, voor mezzosopraan, bariton (of tenor), bariton, gemengd koor en kamerorkest - tekst: Amir Gilboa (ook in een versie voor mezzosopraan, bariton en piano; of mezzosopraan, tenor, bariton en piano)
- 1970 rev.1987 The Old Decrees, Joodse passie in 5 delen (met proloog en epiloog) voor sopraan, alt, tenor, bas, twee gemengd koren, orgel en kamerorkest
- 1971 Story of a Pipe, cantate voor sopraan, mezzosopraan, tenor, bariton, gemengd koor en kamerorkest - tekst: Sh. Agnon, Jom Kippur vergiffenis gebed
- 1974 Sufferings for Redemption, cantate voor mezzosopraan, driestemmig vrouwenkoor (S,MzS,A) en orkest - tekst: Shlomo Ibn Gabirol, Recha Freier
- 1988 Preamble to an Option, voor gemengd koor en piano - tekst: Shlomo Ibn Gabirol
- 1993 Ve-Zot ha-Berakhah "And This Is the Blessing", cantate voor vocaal-solisten, gemengd koor, trompet en piano - tekst: Deuteronomium, Ezechiël, Paul Celan, Jesaja

#### Werken voor koor
- 1944 Psalm 29, voor gemengd koor a capella
- 1953 Isaiah’s Vision, voor gemengd koor
- 1966 Yedidot, voor gemengd koor - tekst: Psalm 84
- 1970 The Old Decrees, voor gemengd koor
- 1977 The Last Lullaby, voor twee gemengde koren en cello - tekst: Abba Kovner
- 1981 Songs Out of Choshen Valley, voor gemengd koor a capella - tekst: van de componist
- 1989 Hymn to the Goddess

#### Liederen
- 1947 Leave Out My Name, voor mezzosopraan en dwarsfluit - tekst: Rabindranath Tagore
- 1956 Out of the Dust, voor mezzosopraan (of alt), dwarsfluit, fagot, altviool en cello
- 1959 Options (Reshuyoth), twee liederen voor alt, dwarsfluit, viool, altviool en cello - tekst: Yehuda Halevi
- 1968 rev.1977 Death Came to the Wooden Horse Michael, ballade voor 2 mezzosopranen, dwarsfluit, fagot, 2 trompetten, 2 trombones, slagwerk, altviool en cello - tekst: Nathan Zach
- 1977 Door Door, voor zangstem, piano, viool, altviool en cello - tekst: Abba Kovner
- 1995 The Good Dream, voor alt en viool - tekst: Lied der liederen
- 1995 A Personal Place, voor alt en kamerensemble
- 1998 Voices, voor spreker en cello - tekst: Rebecca Rass
- 2000 A Monologue for Two, voor zangstem en hoorn

### Kamermuziek
- 1946 Fantasy, voor cello en piano
- 1949 Stukken, voor 2 of 3 blokfluiten
- 1960 Duo, voor viool en cello
- 1960 Septet, voor klarinet, fagot, hoorn, viool, altviool, cello en contrabas
- 1961 Trio, voor strijkers
- 1969 Landscapes (Nofim), voor houtblazerskwintet (dwarsfluit, hobo, althobo, klarinet en fagot)
- 1969 Melodic Dialogues on Three Scrolls, voor hobo, viool solo, slagwerk en strijkkwartet
- 1970 Songs Without Words, voor dwarsfluit (ook piccolo), klarinet, slagwerk, piano, viool en cello
- 1990 Filigrees nr. 1, voor klarinet en strijkkwartet
- 1990 Filigrees nr. 2, voor hobo (ook althobo) en strijkkwartet
- 1992 Filigrees nr. 3, voor fagot en strijkkwartet
- 1993 Filigrees nr. 4, voor klarinet, fagot, hoorn, viool, altviool, cello en contrabas
- 1993 Melosalgia, voor trompet en trombone (ook in een versie voor twee trompetten)
- 1995 An Exposition - in memory of M. Avidom, voor blaaskwintet
- 1999 Siphonic Movement, voor houtblazerskwintet, koperkwintet, slagwerk en twee strijkkwintetten
- 2004 Arsalgia, voor strijkkwartet
- 2004 To the Beginning, voor strijkkwartet
- Strijkkwartet nr. 1 (Bereshit)

### Werken voor piano
- 1946 Toccata
- 1960 Two Preludes in Impressionistic Mood
- 1961 Seven Variations on C
- 1978 Reshuyoth
- 1994 Maftir (1994)
- 1994 Toccata II
- 1999 Tone Alleys
- 2000 Tonegestures III, voor piano vierhandig
- 2001 Tonegestures IV

### Werken voor harp
- 1962 Taksim

### Werken voor slagwerk (percussie)
- 1976 The First Week, voor drie slagwerkers

### Werken voor instrumenten (solo)
- 1947 Ballade, voor viool
- 1957 Monologue, voor altviool

## Publicaties
- "Ha-Potenẓi'al ha-Musikali shel ha-Safah ha-Ivrit" ("The Musical Potential of the Hebrew Language"), in: Proceedings of the World Congress on Jewish Music, Jerusalem, 1978, ed. Judith Cohen (Tel Aviv, 1982), 21–47.
- Kunst und Glaube, in: Ariel. 24 (1975), S. 85-88.